# 猫宮一久
猫宮 一久（ねこみや かずひさ、1960年8月11日- ）は、日本の実業家。北海道出身
1983年北海学園北見大学商学部商学科卒業。1983年3月大丸スーパー（後のラルズ）入社、青果担当チーフ、ラルズストア里塚店（現・ビッグハウス里塚店）長などを経て、1997年3月同社SVグループ食品GM（ビッグハウス担当）、2005年5月ラルズ執行役員第2運営部GM、2006年5月取締役第2運営部GM、2007年9月取締役営業副本部長。2010年常務取締役営業副本部長、2016年代表取締役社長（COO）、アークス取締役執行役員。2024年アークス代表取締役社長（COO）に就任。